# Wallenried
Wallenried (toponimo tedesco; in francese Esserts) è una frazione di 455 abitanti del comune svizzero di Courtepin, nel Canton Friburgo (distretto di Lac).

## Storia

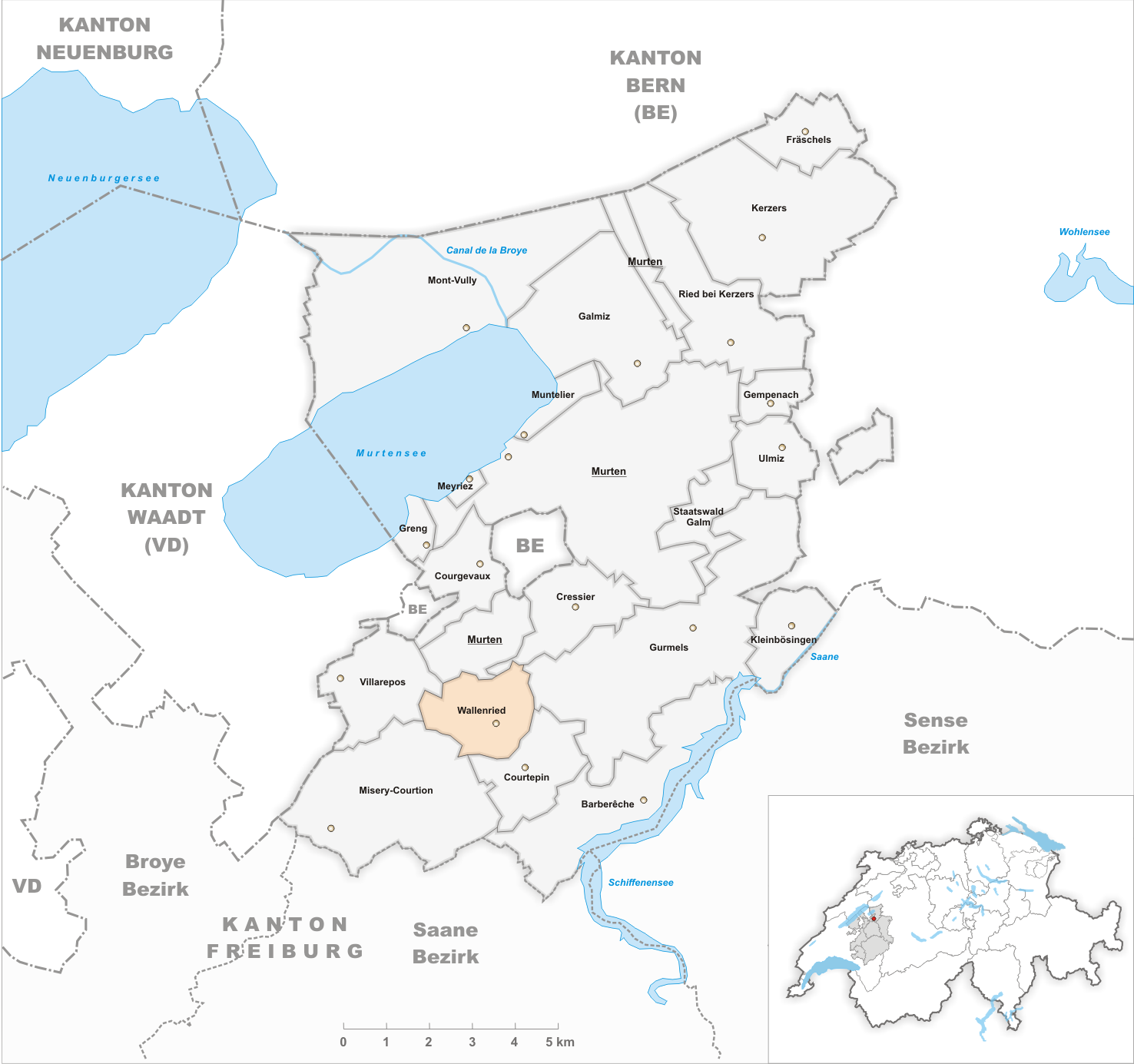
Il territorio del comune di Wallenried prima degli accorpamenti comunali del 2017

Già comune autonomo che si estendeva per 3,88 km², il 1º gennaio 2017 è stato accorpato a Courtepin assieme agli altri comuni soppressi di Barberêche e Villarepos.

## Monumenti e luoghi d'interesse

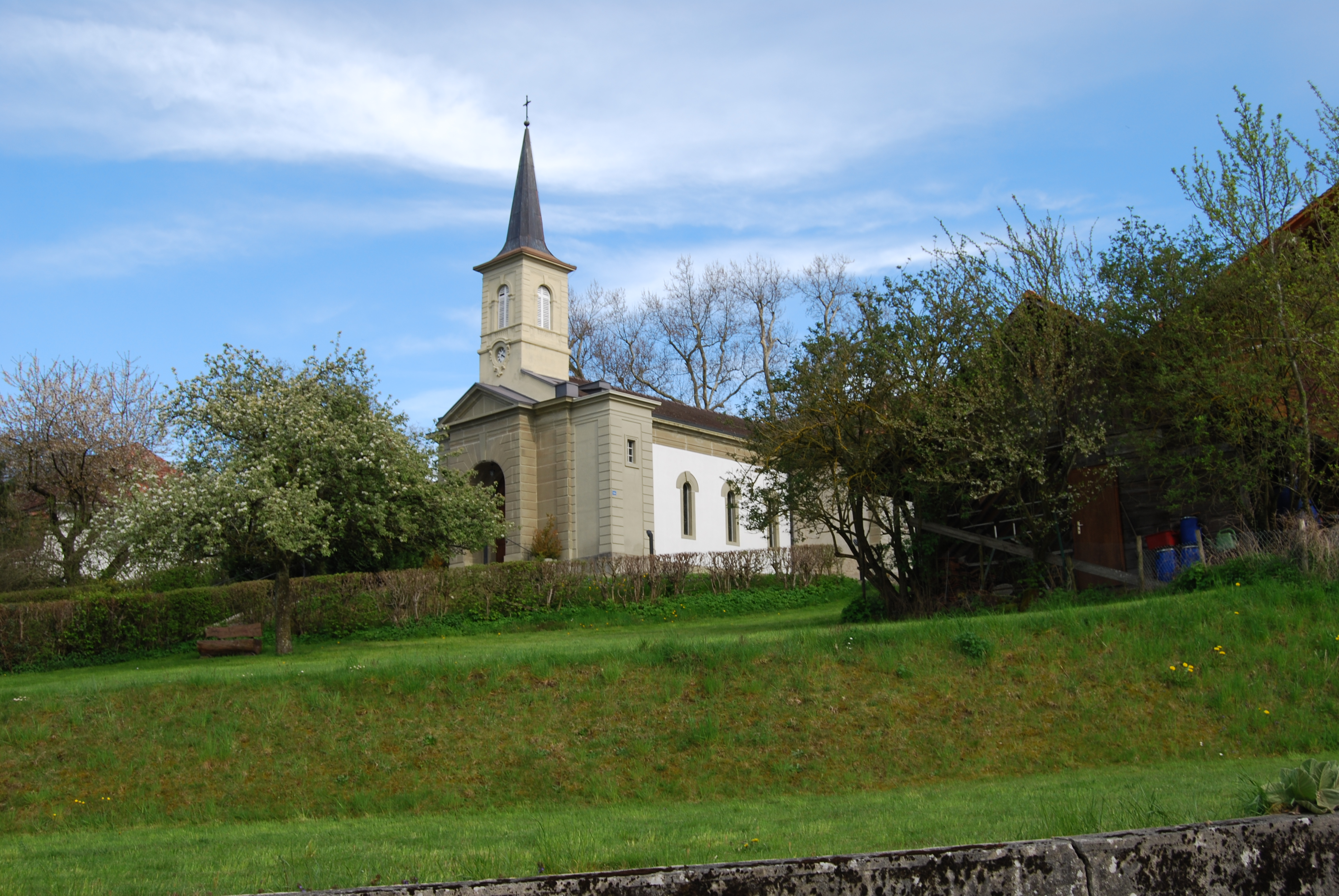
La chiesa cattolica dell'Assunzione della Vergine

- Chiesa cattolica dell'Assunzione della Vergine, eretta nel 1764[1].

## Società

### Evoluzione demografica
L'evoluzione demografica è riportata nella seguente tabella:
Abitanti censiti

### Lingue e dialetti
Wallenried è una località bilingue (francese e tedesco) a maggioranza francofona (nel 2000 i francofoni erano il 54%).

## Amministrazione
Ogni famiglia originaria del luogo fa parte del comune patriziale che ha la responsabilità della manutenzione di ogni bene comune.